# 古河建純
古河 建純（ふるかわ たつずみ、1942年（昭和17年）11月17日 - ）は、日本の実業家。古河財閥4代目当主・男爵・古河従純の四男。富士通取締役兼指名委員会・報酬委員会委員長、ニフティ代表取締役社長を経て常任顧問。高校の同級生に雨宮肇・旭硝子副社長。

## 経歴
- 1942年 - 東京都生まれ。
- 1958年 - 千代田区立麹町中学校卒業[3]。
- 1961年 - 慶應義塾高等学校卒業。
- 1965年 - 慶應義塾大学工学部計測工学科卒業。
  - 同年 - 富士通信機製造株式会社（現・富士通株式会社）入社。
- 1991年 - 情報処理事業本部企画部計画部長、パーソナルシステム事業本部長代理。
- 1994年 - 取締役。
- 2000年 - 常務取締役。
  - 同年 - ニフティ株式会社取締役。
- 2002年 - 代表取締役社長。
- 2007年 - 代表取締役会長。
- 2008年 - 常任顧問。
- 2013年 - 富士通株式会社取締役。